# تشيس سنتر
تشيس سنتر هي صالة رياضية تقع في مدينة سان فرانسيسكو بولاية كاليفورنيا وهي الملعب الرسمي لنادي غولدن ستايت ووريورز الذي يلعب في دوري إن بي أي.